# Janówka (gmina Piszczac)
Janówka – wieś w Polsce, położona w województwie lubelskim, w powiecie bialskim, w gminie Piszczac.
W latach 1975–1998 miejscowość należała administracyjnie do województwa bialskopodlaskiego. 
Wieś jest sołectwem w gminie Piszczac. Według Narodowego Spisu Powszechnego z roku 2011 wieś liczyła 28 mieszkańców i była najmniejszą miejscowością gminy Piszczac.
Urodził się tu Mieczysław Chorąży – profesor nauk medycznych. Kawaler Orderu Orła Białego.